# Dan Marino
Daniel Constantine Marino Jr. (n. 15 septembrie 1961, Pittsburgh, Pennsylvania, SUA) este un fost jucător de fotbal american cu origini italiene și poloneze, care a jucat 17 sezoane pentru Miami Dolphins.